# Wielka Synagoga w Tykocinie

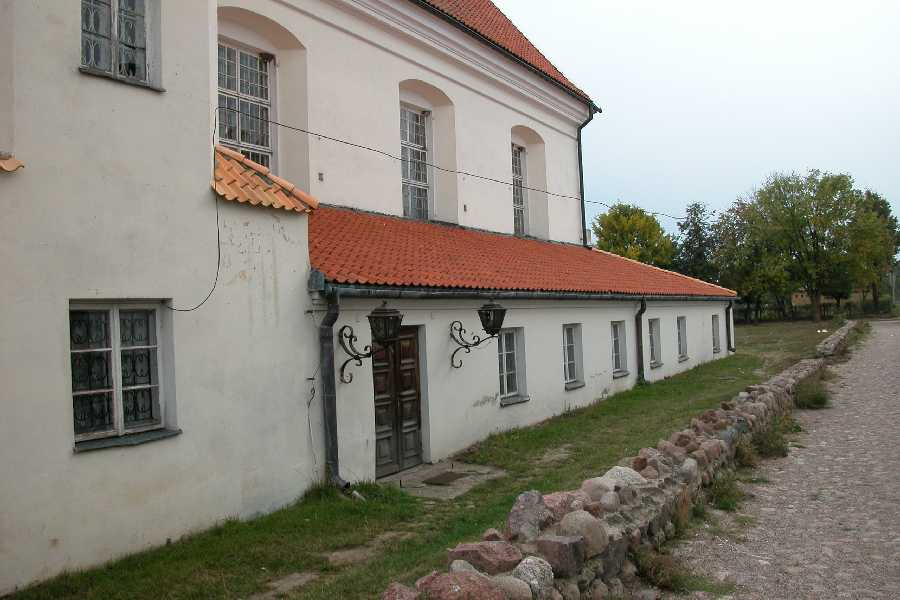
Synagoga

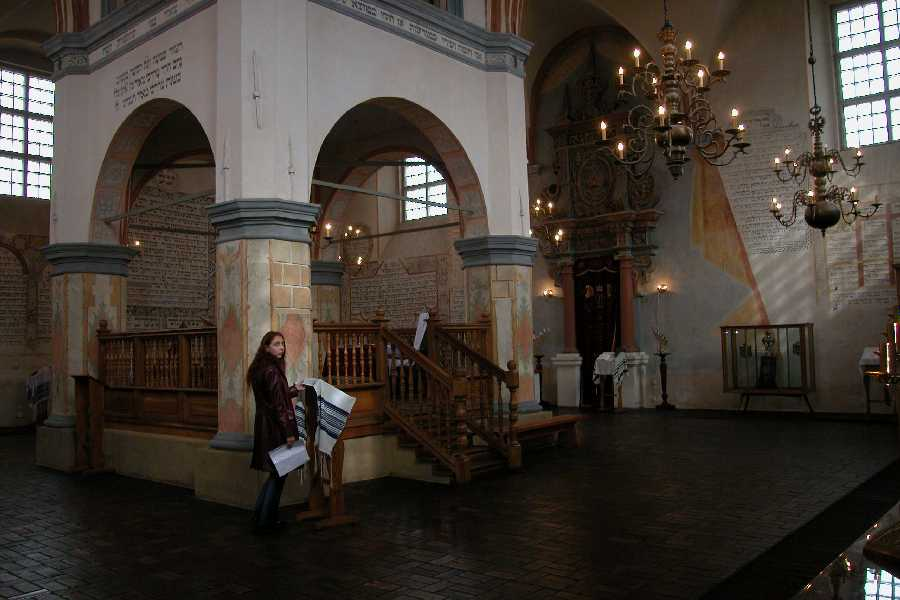
Wnętrze synagogi

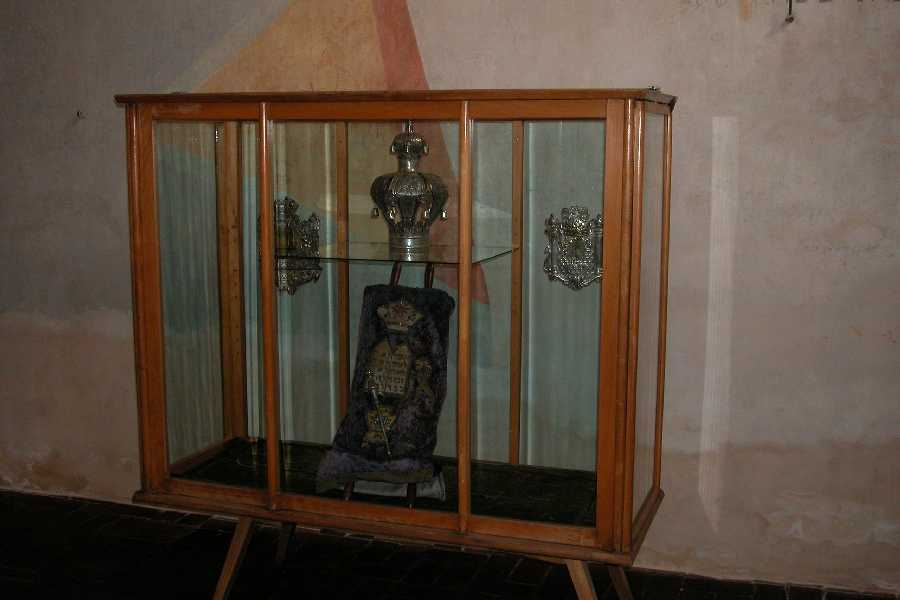
Tora

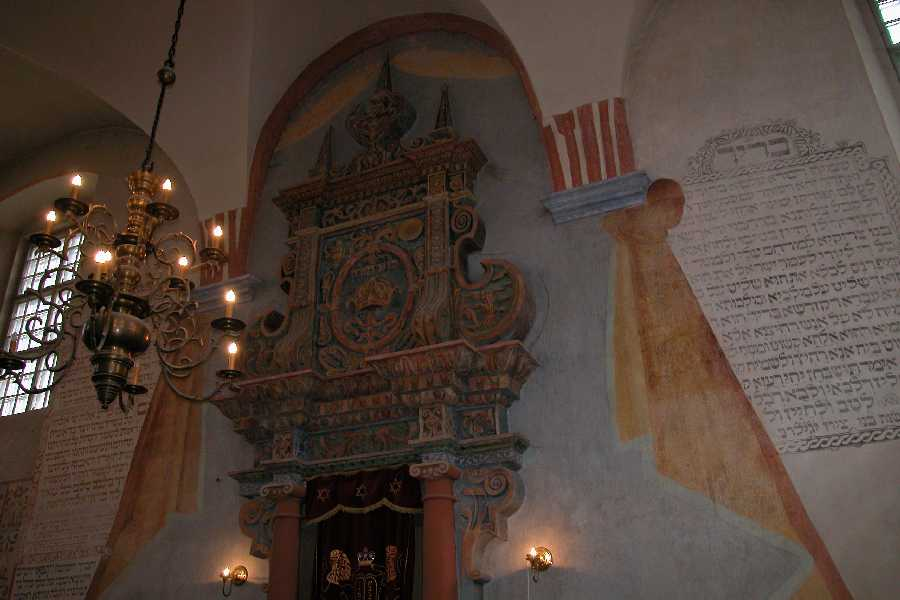
Aron ha-kodesz

Wielka Synagoga w Tykocinie – synagoga znajdująca się na Kaczorowie w Tykocinie przy ulicy Koziej 2, w sąsiedztwie Małego Rynku. Jest obecnie drugą co do wielkości i jedną z najstarszych synagog w Polsce oraz jedną z najlepiej zachowanych synagog z XVII w. w Europie.

## Historia
Synagoga została zbudowana w 1642 na miejscu starszej, drewnianej bożnicy. W XVIII wieku do narożnika północno-wschodniego dobudowano niską wieżę, która pierwotnie służyła jako więzienie dla Żydów. W latach 40. XIX w. synagoga przeszła gruntowny remont. W XVII i XVIII wieku stanowiła wielki żydowski ośrodek intelektualny. Działało przy niej wielu znanych, szanowanych rabinów i talmudystów.
Podczas II wojny światowej, w 1941 hitlerowcy zdewastowali i ograbili wnętrze synagogi i urządzili w niej magazyny. Po zakończeniu wojny w synagodze na polecenie władz miejskich nadal znajdowały się magazyny, ale tym razem nawozów sztucznych. W 1965 w synagodze wybuchł pożar, który dopełnił dzieła niszczenia budynku, spłonęła unikalna biblioteka i archiwa gminy żydowskiej, a pozostałe cudem uratowane księgi wyrzucono do pobliskiej rzeki.
W latach 1974–1978 przeprowadzono gruntowny remont i konserwację synagogi. Od 1977 stanowi siedzibę Muzeum Kultury Żydowskiej w Tykocinie. Obecnie muzeum posiada bardzo bogatą ekspozycję judaiców oraz innych przedmiotów związanych z kulturą żydowską.
W głównej sali modlitewnej prezentowane są m.in. zabytkowe zwoje Tory nakryte koroną, tasy, tałesy, księgi, tefiliny, chanukije, menory, besaminki. W wieży urządzono pokój rabina oraz rekonstrukcję Seder Pesach, czyli wieczerzy paschalnej. W 1992 roku synagogę odwiedził prezydent Izraela Chaim Herzog.

## Architektura
Murowany budynek synagogi wzniesiono na planie kwadratu o wymiarach 18 na 18 metrów, w stylu barokowym i licznymi elementami późnorenesansowymi. Według niektórych źródeł wzorowana jest na warownej synagodze z Pińska z 1640.
Synagoga jest obecnie przykryta wysokim łamanym dachem z czerwonej dachówki. Zastąpił on pierwotny dach, zasłonięty wysoką attyką. W północno-wschodnim narożniku stoi, w dolnej części kwadratowa, w górnej ośmioboczna, niska wieża, mieszcząca pierwotnie więzienia dla Żydów. Z trzech stron przylegają niskie przybudówki – niegdyś sklepiki, domy nauki, przedsionki oraz babińce, z których kobiety mogły obserwować modły przez zakratowane okienka.
Wewnątrz w głównej, kwadratowej sali modlitewnej 18,0 x 17,6 m sięgającej 9 metrów wysokości znajduje się popularne w polskich synagogach sklepienie dziewięciopolowe. W jej centralnym punkcie znajduje się bima, opierająca się na czterech masywnych filarach z bogatą renesansową dekoracją zakończonych baldachimem stanowiącym strop, wewnątrz której znajduje się szulham. Sala ma obniżoną posadzkę nawiązującą do słów psalmu: „Z głębokości wołam do ciebie, Panie!”. Do sali prowadzi wejście przez obszerny Przedsionek, mieszczący niegdyś biura kahału i sąd gminny.
Na ścianach znajdują się barwne polichromie. Ich główny element dekoracyjny, obok ornamentów w kształcie wici roślinnych oraz lokalnych i egzotycznych zwierząt, to wielkie XIX-wieczne tablice z hebrajskimi i aramejskimi cytatami biblijnymi oraz tekstami modlitw.
Na ścianie wschodniej znajduje się rzeźbiony w kamieniu, niezwykle bogato zdobiony manierystyczny Aron ha-kodesz z dwiema kolumnami i wielką nadstawą z Koroną Tory w okrągłym medalionie, zasłonięty bogato tkanym, nowym parochetem. Został ufundowany przez Naczelnego Rabina Polski Michaela Schudricha i Fundację Judaica.
Dawniej synagogę i pobliskie budynki gminy żydowskiej otaczał arkadowy mur z bramą, który po wojnie nie został odbudowany. Przed wejściem do synagogi widać jeszcze fundamenty zniszczonych kramnic, pochodzących z pierwszej połowy XVIII wieku.
- Synagoga jest obiektem, który stanowi wartość zabytkową. Została ona wpisana do krajowego rejestru zabytków nieruchomych pod numerem 81 w dniu 24 stycznia 1957 roku.

## Legendy
Z synagogą związana jest legenda o rabinie, który przybył do Tykocina pod koniec XVI wieku i umieścił w wielkim żyrandolu amulety z wypisanymi modlitwami. Te amulety, według tradycji tykocińskiej, miały chronić Żydów od różnych nieszczęść.
I wydarzył się kiedyś bardzo groźny wypadek. W czasie uroczystej modlitwy w wigilię święta Jom Kipur, kiedy cała synagoga była wypełniona ludźmi, kobietami i mężczyznami, którzy wspólnie się modlili (a było pewnie z tysiąc albo i więcej osób), urwał się nagle żyrandol. Zaczął spadać, wszyscy zaczęli krzyczeć, ale dzięki wstawiennictwu tego świątobliwego rabina żyrandol spadł w takim miejscu, że nikogo nawet nie ranił.

## Galeria

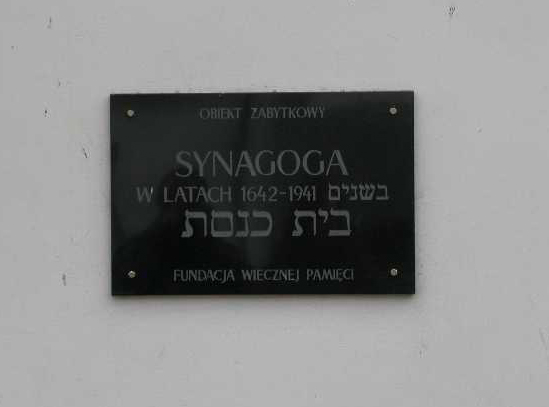
Tablica pamiątkowa
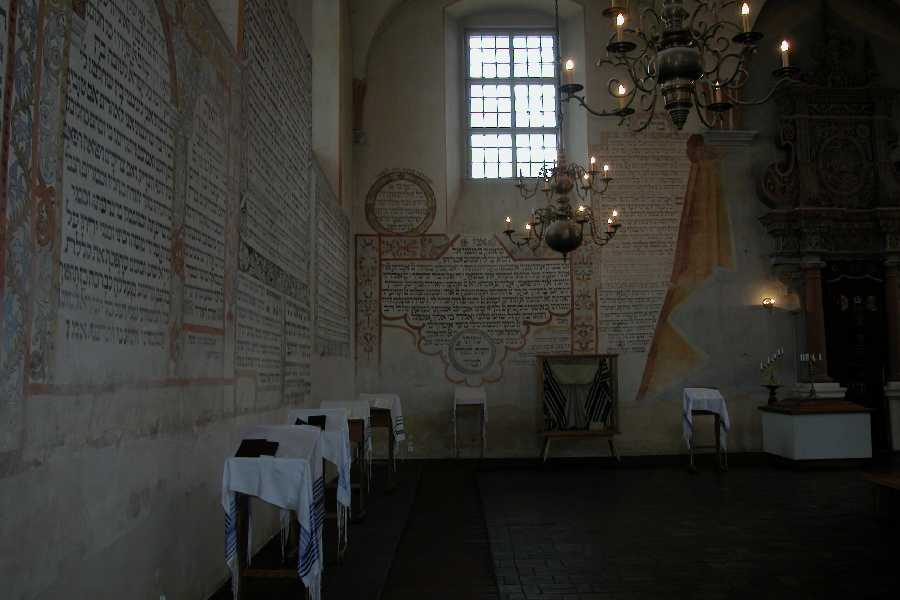
Wnętrze
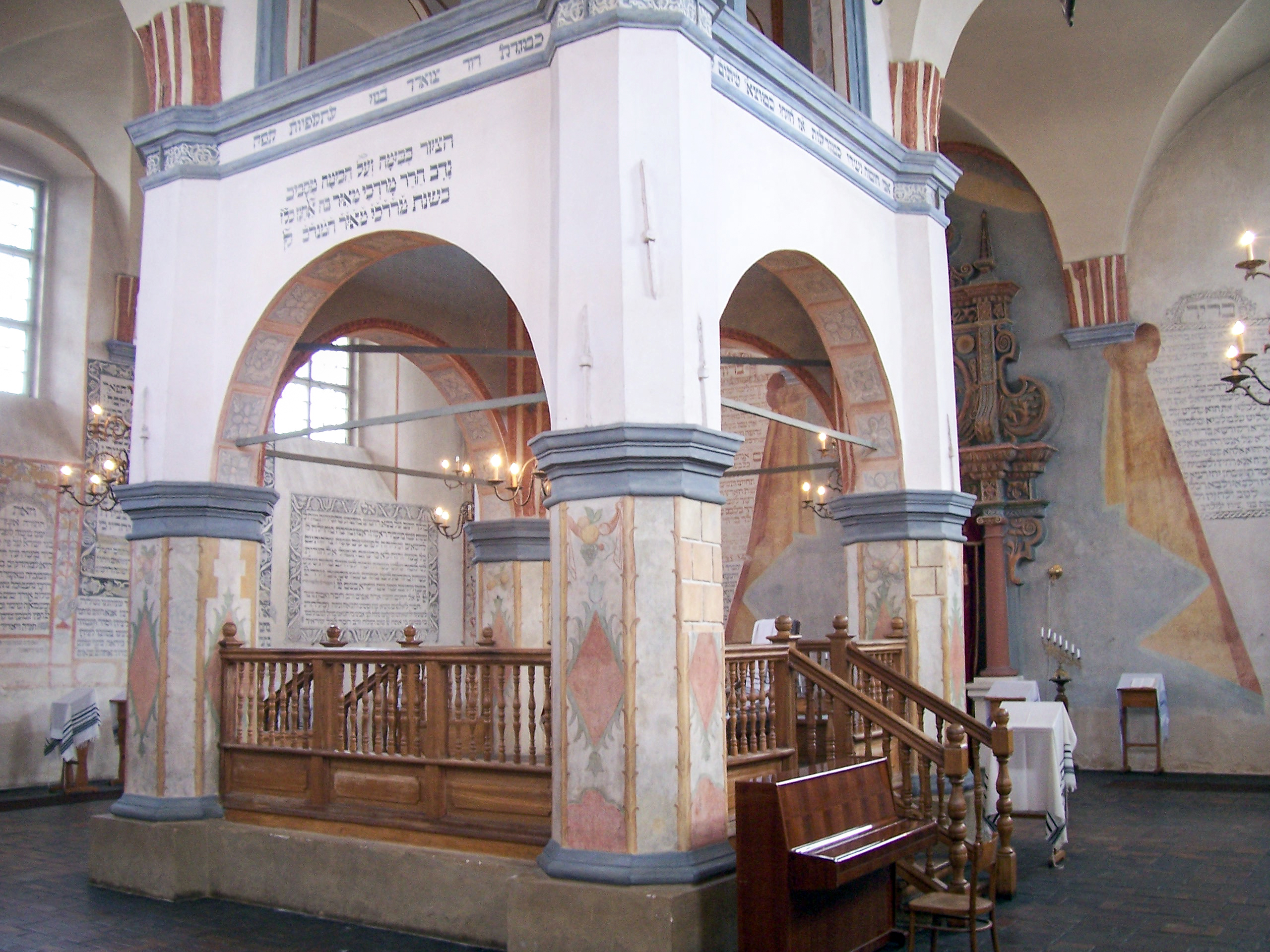
Bima
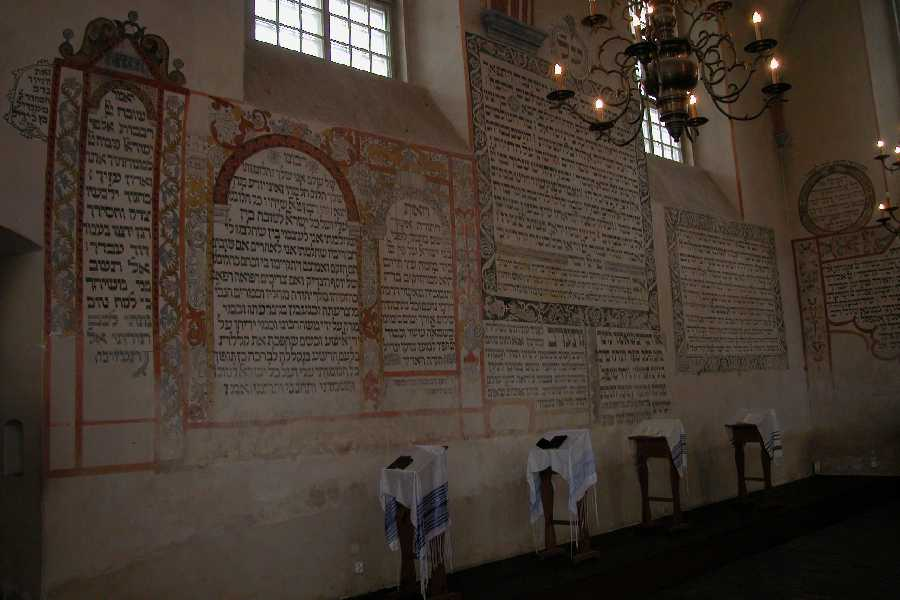
Polichromie
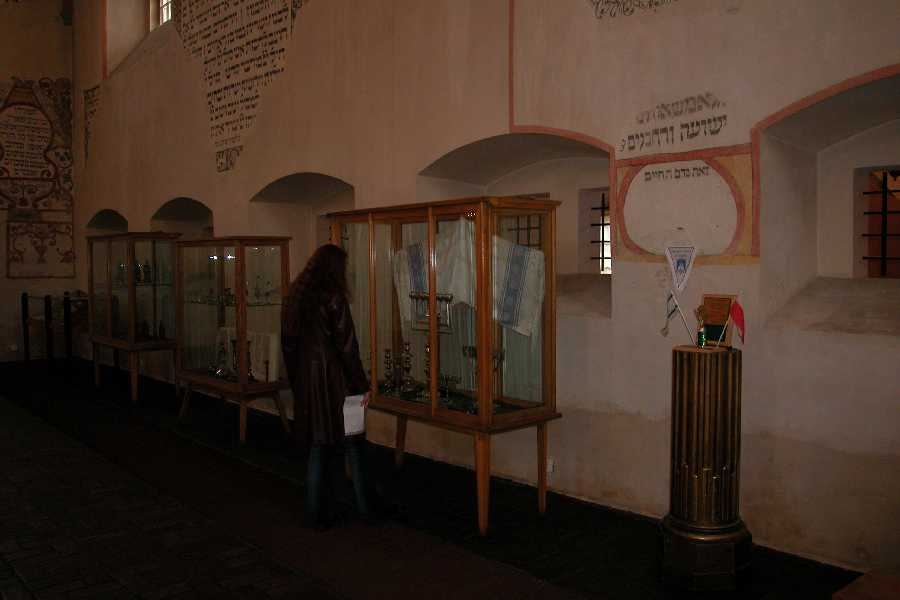
Eksponaty
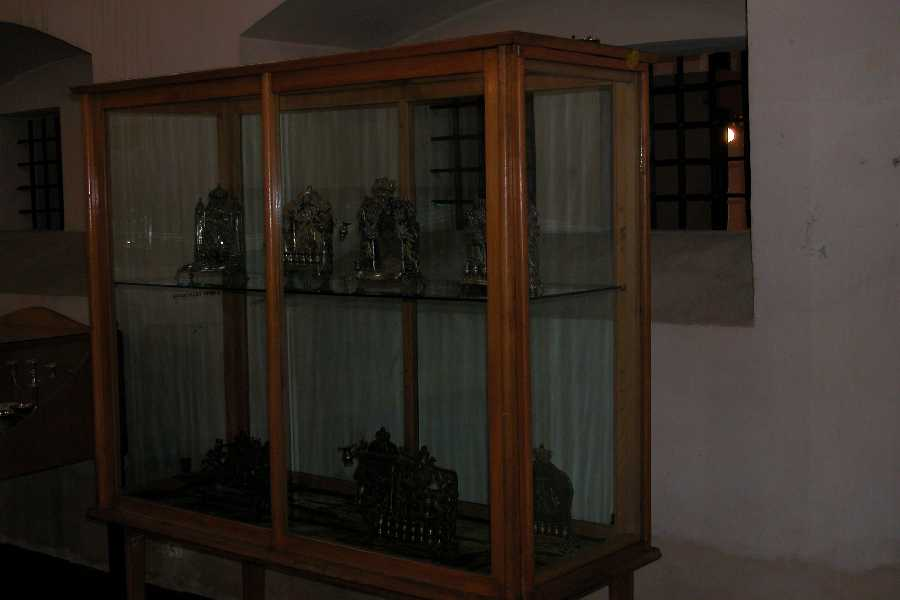
Chanukije
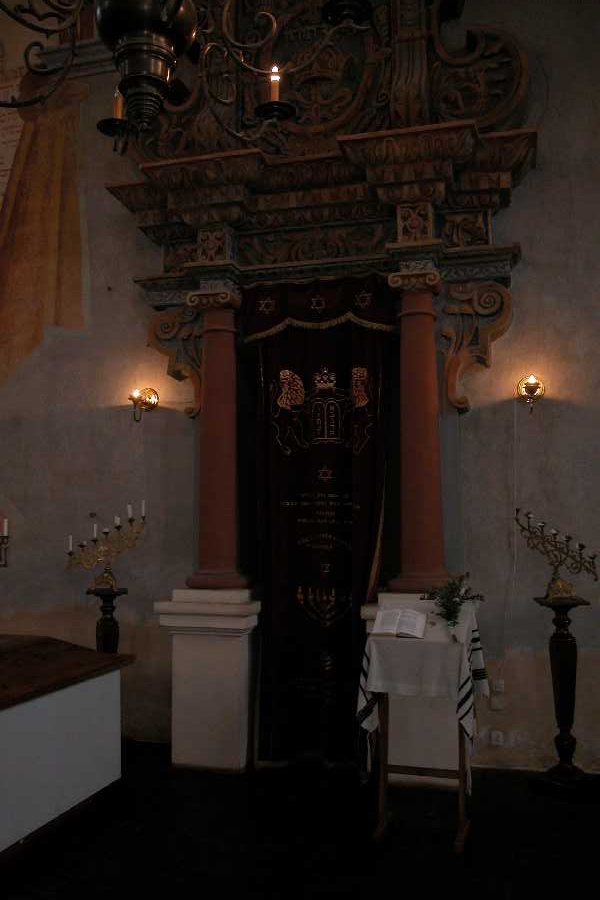
Aron ha-kodesz
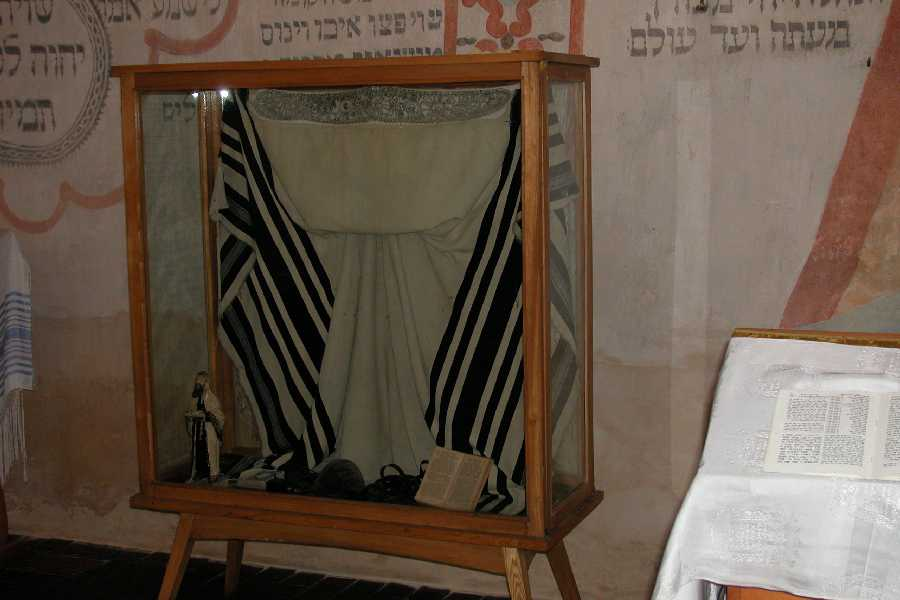
Tałes